# Polo tecnológico
Polo tecnológico AO 1990 é o termo designado a um ambiente industrial que concentra recursos humanos, laboratórios e equipamentos que têm como resultado a criação de novos processos, produtos e serviços industriais. Todavia, é necessário esclarecer que um agrupamento de empresas e instituições de pesquisa científica não se transforma automaticamente em um polo. Além disso, são necessários outros atributos considerados fundamentais, tais como, a predisposição ao intercâmbio entre os agentes envolvidos e arranjos institucionais pouco burocratizados e mais ágeis para facilitar a difusão do progressos técnicos.
Os polos tecnológicos podem assumir, pelo menos, três formas. As duas primeiras são denominadas "polo com estrutura informal" e "polo com estrutura formal" e diferem apenas no fato de que nesta última existe uma entidade coordenadora, formalmente constituída. Em ambos os casos, as empresas e instituições de pesquisa estão dispersas na cidade e também poderá existir uma incubadora para abrigar as firmas nascentes.
A terceira forma que um polo pode assumir é chamada parque tecnológico. Neste caso, as empresas estão reunidas em um mesmo local, dentro do campus de uma universidade, ao lado deste ou em área próxima (distância inferior a 5 km). Existe uma entidade coordenadora do polo, concebida para facilitar a integração universidade-empresa e para gerenciar o uso das facilidades no polo. Estão disponíveis, para venda ou locação, terrenos e prédios, os quais abrigam uma incubadora ou condomínio de empresas.

## Polos Tecnológicos no Brasil
- Parque Tecnológico de Recife - Porto Digital
- Parque Tecnológico de São José dos Campos